# Henry Kulky
Henry Kulky, nato Henry Kulakowich (Hastings-on-Hudson, 11 agosto 1911 – Oceanside, 12 febbraio 1965), è stato un attore statunitense.

## Filmografia parziale

### Cinema
- La Venere di Chicago (Wabash Avenue), regia di Henry Koster (1950)
- Le memorie di un dongiovanni (Love Nest), regia di Joseph Newman (1951)
- Il drago verde (Target Hong Kong), regia di Fred F. Sears (1953)
- L'indiana bianca (The Charge at Feather River), regia di Gordon Douglas (1953)
- Down Among the Sheltering Palms, regia di Edmund Goulding (1953)
- Tobor - Il re dei robot (Tobor the Great), regia di Lee Sholem (1954)
- Anonima delitti (New York Confidential), regia di Russell Rouse (1955)
- Furia a Rio Apache (Sierra Stranger), regia di Lee Sholem (1957)

### Televisione
- Gianni e Pinotto (The Abbott and Costello Show) – serie TV, episodio 2x01 (1953)
- The Life of Riley – serie TV, 45 episodi (1953-1958)
- Navy Log – serie TV, episodio 1x07 (1955)
- L'uomo ombra (The Thin Man) – serie TV, episodio 1x20 (1958)
- Hennesey – serie TV, 47 episodi (1959-1962)
- Pete and Gladys – serie TV, episodio 2x15 (1962)
- Going My Way – serie TV, episodio 1x30 (1963)
- Viaggio in fondo al mare (Voyage to the Bottom of the Sea) – serie TV, 22 episodi (1964-1965)